# هوج سفلی (خداآفرین)
هوج سفلی یکی از روستاهای استان آذربایجان شرقی است که در دهستان منجوان شرقی بخش منجوان شهرستان خداآفرین واقع شده‌است.